# Michael Holm (cantante)
Michael Holm, all'anagrafe Lothar Bernhard Walter (Stettino, 29 luglio 1943), è un cantante, compositore, paroliere e produttore discografico tedesco, interprete di brani pop-Schlager ed in attività dall'inizio degli anni sessanta, sia come solista che come membro di gruppi musicali.
In carriera ha pubblicato da solista una cinquantina di album (di cui una trentina di raccolte). Tra i suoi maggiori successi, figurano Mendocino, Barfuß im Regen, Wie der Sonnenschein, Ein verrückter Tag, Mußt Du jetzt gerade gehen, Lady of Spain, Lucille, e When a Child Is Born/Tränen lügen nicht (cover di Soleado dei Daniel Sentacruz Ensemble e considerata, nella versione tedesca, la miglior canzone in questa lingua dagli anni settanta in poi).
Insieme a Kristian Schultze ha fatto inoltre parte del duo di successo Cusco, gruppo fondato nel 1979 e per il quale ha ricevuto per 3 volte la nomination al Premio Grammy. Ha fatto anche parte dei gruppi Daisy Clan, Die Blue Brothers, Die Missouris, Spinach (con Giorgio Moroder), e Stop International.

## Discografia da solista

### Album

#### Album studio
- 1970: Auf der Straße nach Mendocino
- 1970: Mendocino
- 1970: Mademoiselle Ninette
- 1971: Michael Holm
- 1972: Meine Songs
- 1973: Stories
- 1975: Wenn ein Mann ein Mädchen liebt
- 1976: Zwei Gesichter
- 1977: Poet der Straße
- 1978: Labyrinth
- 1979: El Lute
- 1980: Halt mich fest
- 2004: Im Jahr der Liebe
- 2004: Liebt Euch!
- 2007: Mal die Welt
- 2011: Holm 2011

#### Raccolte
- 1973: Schlager-Rendezvous mit Michael Holm
- 1974: Alle Wünsche kann man nicht erfüllen
- 1974: Die großen Erfolge
- 1974: Seine großen Erfolge
- 1974: Tränen lügen nicht - Lieder zum Träumen
- 1977: Die Goldenen Super 20
- 1977: Portrait eines Stars
- 1978: Star Discothek
- 1980: Seine großen Erfolge [1980]
- 1982: Das Star Album
- 1990: Das große deutsche Schlager-Archiv (con Heintje)
- 1991: Star Collection
- 1991: Star Portrait
- 1992: So weit die Füße tragen
- 1993: Golden Stars
- 1994: Mendocino [1994]
- 1994: Große Erfolge
- 1994: Meine größten Erfolge
- 1995: Die Singles 1961 bis 1965
- 1995: Alle Wünsche kann man nicht erfüllen [1995]
- 1995: Mein Gefühl für Dich
- 1995: Meine schönsten Erfolge
- 1995: Szene Star
- 1997: Tränen lügen nicht - Seine schönsten Lieder
- 1999: Das Beste - Die Telefunken-Singles 1961-1965
- 2000: Golden Stars - The Best of
- 2000: Seine großen Erfolge [2000]
- 2000: Alle Wünsche kann man nicht erfüllen [2000]
- 2002: Wie der Sonnenschein
- 2005: Tränen lügen nicht
- 2007: Hautnah - Die Geschichten meiner Stars
- 2007: Seine großen Erfolge [2007]
- 2009: Dieter Thomas Heck präsentiert: 40 Jahre ZDF Hitparade
- 2009: Die Schlager Parade